# Juan Carlos de la Ossa
Juan Carlos de la Ossa Yunta (Tarancón, Cuenca; 25 de noviembre de 1976) es un atleta español especializado en el campo a través y pruebas de larga distancia, conocido en el mundo atlético como "El Cigala", está entrenado por Antonio Serrano y considerado por algunos medios de comunicación como uno de los mejores atletas de fondo y campo a través de la historia.

## Trayectoria
Juan Carlos de la Ossa, es el heredero de los grandes fondistas españoles, como Mariano Haro, Antonio Prieto, Abel Antón o Fabián Roncero entre otros muchos. Especialista en las pruebas de fondo y las de cross, 18º veces internacional con la selección española de Atletismo.
Ha participado en los Juegos Olímpicos de Pekín, quedando en 17º puesto y primer europeo, y en los Campeonatos Mundiales de atletismo de París 2003 (9º puesto,13:21:04 su mejor marca personal en la distancia) y Helsinki 2005 (10º) donde se batió con el mejor poder africano de la época, siendo primer europeo. 
Sus mayores logros en la pista son la medalla de bronce en los campeonatos de Europa de Gotemburgo con una marca de 28:13:73.
```
Campeón de la Challenge Europea celebrada en Barakaldo, donde logra su mejor marca en 10
 
000
 
m 27:27:80. 4ª mejor marca de todos los tiempos en el ranking de España. En la prueba de 5000
 
m se encuentra en el 10º puesto, lograda en el Campeonato del mundo de París y el 3º puesto en los juegos Iberoamericanos 2004 celebrado en Huelva con 13:52.
```

En el cross ha sido subcampeón de Europa en 2003, 2004, 2006, 5 veces consecutivas campeón de España de cross en 2002, 2003, 2004, 2005 y 2006.
En ruta, fue durante 12 años plusmarquista de 10k y ahora posee la 3ª mejor marca de todos los tiempos de España en 10k,conseguida en los 10k BUPA Manchester 27:55 en 2005.
Diversas lesiones, que no le permiten entrenar ni competir al máximo de sus posibilidades, hasta el punto de que fue operado el 4 de noviembre de 2008 del tendón de Aquiles y del nervio ciático por el reputado cirujano finlandés Sakari Orava, conocido como doctor House, se retiró del atletismo de alto nivel, para formarse como entrenador nacional de clubes de atletismo, formándose y trabajando junto a Antonio Serrano, su entrenador en el más alto nivel, colaborando con la Real Federación Española de Atletismo, por lo que actualmente, entrena y dirige su propio club afincado en su Tarancón (Cuenca) natal, llamado C.D.Run Faster Juan Carlos de la Ossa Tarancón, en el que entrena a cerca de un centenar de atletas populares y federados.
Entre otros títulos y distinciones, a Juan Carlos le han concedido la medalla de Bronce de la Real Orden al Mérito deportivo Español, título a nivel deportivo más importante de España. La medalla de ORO al Mérito deportivo de Castilla-La Mancha, el de hijo predilecto de Tarancón.

## Palmarés
Internacional
- Medalla de plata individual y medalla de oro por equipos junto con Fabián Roncero, Iván Hierro, José Ríos con 46 puntos en el Europeo de Cross Edimburgo 2003.
- Tercer puesto individual con una marca de 28:07.19 y medalla de plata por equipos con Enrique Molina, Eliseo Martín, Isaac Viciosa con un tiempo conjunto de 1h 25:16.20 en la Challenger Europea de 10 000 m Atenas 2003.
- Medalla de bronce en 5000 metros con una marca de 13:52.15 en el Campeonato Iberoamericano Huelva 2004.
- Campeón individual con una marca de 27:27.80, y medalla de oro por equipos con Carles Castillejo y Ricardo Serrano Camisón con un tiempo conjunto de 1h 23:53.58 de la Challenger europea de 10.000 metros Barakaldo 2005.
- Primer puesto en 5000 metros con una marca de 13:30.97 en la Superliga Florencia 2005.
- Primer puesto individual con una marca de 27:27.80 y medalla de oro por equipos con Carles Castillejo y Ricardo Serrano Camisón, Ignacio Cáceres, y Alejandro Gómez Cabral con un tiempo conjunto de 1h 23:53.88 en la Copa de Europa 10 000 m Barakaldo 2005.
- Medalla de bronce en 10 000 metros con una marca de 28:13.73 en el Campeonato de Europa de Gotemburgo 2006.
- Medalla de plata en el Campeonato Europeo de Cross Legnano 2006.
- Segundo puesto en 5000 metros 14:17.65 en la Copa de Europa Superliga Málaga 2006.
- Medalla de oro por equipos con Carles Castillejo y Ricardo Serrano Camisón en la Copa de Europa de 10 000 Estambul 2008.

Nacional
- 18 veces internacional con España (2002-2008)
- Campeón de España de 10 000 metros en el año 2006 (27:50.11) y 2008.
- Campeón de España de Campo a través en 2004, 2005, 2006, 2007 y 2008.